# Hans Kaufmann
Pour les articles homonymes, voir Kaufmann.
Hans Kaufmann, né le 13 juin 1948 à Ettiswil, est une personnalité politique suisse membre de l'Union démocratique du centre (UDC).

## Biographie
Il est élu au Conseil national comme représentant du canton de Zurich depuis 1999.
Le 4 mai 2014 il démissionne du Conseil national au profit d'Ernst Schibli.